# Novi Vinodolski
Novi Vinodolski (Italiaans: Novi, Novi del Vinodol of Novi in Valdivino) is een plaats in Kroatië in de provincie Primorje-Gorski Kotar. De plaats telde in 2001 5.282 inwoners en ligt in het centrale deel van de Noord-Kroatische kuststrook, de Kvarner baai. Novi Vinodolski is ontstaan uit de oude Frankopanenvesting Nomgrad.
Deze plaats is in de geschiedenis van het vorstendom Vinodolski het middelpunt geweest op politiek en cultureel gebied.

## Toerisme
Al sinds de tweede helft van de 19e eeuw is Novi Vinodolski een populaire toeristenplaats, evenals het nabijgelegen Opatija, dankzij de groene vegetatie, het milde Middellandse Zeeklimaat, de schone lucht, de zee en een bijzonder panorama. De kern van Novi Vinodolski ligt tussen het cultureel erfgoed met de Romeinse vestingmuren Lopsica, de overblijfselen van het klooster Paulin-Mönche en de Frankopaner burcht met de bijbehoren toren. Tevens de Dom, de kerk der Heilige Drievoudigheid en de Heilige Marins op het gelijknamige eilandje en het huis van de gebroeders Mazuranic met een leeszaal en boekenwinkel uit 1845.
Novi Vinodolski ligt tegen een helling van een berg en vanuit Novi kijkt men uit over zee en het eiland Krk. Novi Vinodolski heeft als belangrijkste inkomstenbron het toerisme en de houtindustrie, er zijn nog enkele wijngaarden maar sinds de 2e helft van de 20e eeuw zijn die bijna allemaal verdwenen. Enkele projecten zijn opgezet om de wijngaarden in ere te herstellen en er zijn dan ook weer enkele grote wijngaarden. Dit is te danken aan de vluchtelingen uit Vukovar die hier tijdens de oorlog zijn terechtgekomen. In augustus wordt hier het oogstfeest gehouden en waarbij de mooiste en vlijtigste vrouwelijke druivenplukster wordt gekroond tot de "Roos van het wijndal": Ruzica Vinodola.